# إيزابيل لوكاس
إيزابيل لوكاس (بالإنجليزية: Isabel Lucas)‏ (من مواليد 29 يناير 1985) هي ممثلة أسترالية اشتهرت بدورها كوجدي أندروز على التلفزيون الأسترالي انتقلت لوكاس إلى لوس أنجلوس في أوائل عام 2008 لكي تحقق نجومية أكبر.

## وصلات خارجية
- إيزابيل لوكاس على موقع IMDb (الإنجليزية)
- إيزابيل لوكاس على موقع ألو سيني (الفرنسية)
- إيزابيل لوكاس على موقع ميوزك برينز (الإنجليزية)
- إيزابيل لوكاس على موقع تيرنر كلاسيك موفيز (الإنجليزية)
- إيزابيل لوكاس على موقع أول موفي (الإنجليزية)
- إيزابيل لوكاس على موقع قاعدة بيانات الأفلام السويدية (السويدية)
- إيزابيل لوكاس على موقع قاعدة بيانات الفيلم (الإنجليزية)
- إيزابيل لوكاس على موقع كينوبويسك (الروسية)